# USTA LA Tennis Open 2010
Lo USTA LA Tennis Open 2010 è stato un torneo professionistico di tennis maschile giocato sul cemento, che faceva parte dell'ATP Challenger Tour 2010. Si è giocato a Carson negli USA dal 24 al 30 maggio 2010.

## Partecipanti

### Teste di serie
| Nazionalità | Giocatore       | Ranking* | Testa di serie |
| ----------- | --------------- | -------- | -------------- |
| Stati Uniti | Jesse Levine    | 112      | 1              |
| Argentina   | Brian Dabul     | 124      | 2              |
| Stati Uniti | Kevin Kim       | 141      | 3              |
| Stati Uniti | Donald Young    | 149      | 4              |
| Stati Uniti | Robert Kendrick | 157      | 5              |
| Stati Uniti | Alex Kuznetsov  | 180      | 6              |
| Australia   | Nick Lindahl    | 187      | 7              |
| Canada      | Peter Polansky  | 192      | 8              |

- Ranking al 17 maggio 2010.

### Altri partecipanti
Giocatori che hanno ricevuto una wild card:
- Jamie Baker
- Marcos Giron
- Greg Ouellette
- Daniel Kosakowski

Giocatori con protected ranking:
- Bobby Reynolds

Giocatori alternativ:
- Milos Raonic

Giocatori passati dalle qualificazioni:
- Jun Woong-Sun
- Cecil Mamiit
- Eric Nunez
- Michael Ryderstedt

Giocatori lucky loser:
- Dayne Kelly

## Campioni

### Singolare
Donald Young hanno battuto in finale  Robert Kendrick con il punteggio di 6–4, 6–4

### Doppio
Brian Battistone /  Nicholas Monroe hanno battuto in finale  Artem Sitak /  Leonardo Tavares con il punteggio di 5–7, 6–3, [10–4]